# Јети: Снежни човек
Јети: Снежни човек (енгл. Abominable) је амерички рачунарски-анимирани авантуристички филм из 2019. године у продукцији DreamWorks Animation-а и Pearl Studio-а, који је написао и режирао Џил Калтон и корежирао Тод Вајлдерман, а у њему глуме гласови од Клои Бенет, Алберт Цај, Тензинг Норгај Трејнор, Еди Изард, Сара Полсон и Цаи Чин. Филм прати тинејџерку по имену Ји, која сусреће младог Јетија на крову своје стамбене зграде у Шангају, назове га Еверест и креће у епску потрагу да поново споји магично створење са својом породицом на највишој тачки на Земљи заједно са њом. несташни пријатељи Џин и Пенг, али трио пријатеља мораће да остане корак испред Берниша, богатог човека који намерава да ухвати Јетија, и зоолога др Заре да помогне Евересту да се врати кући.
Филм Јети: Снежни човек премијерно је приказан је 7. септембар 2019. у Аустралији, 27. септембар у Сједињеним Државама и 1. октобар у Кина. Филм је издат 3. октобар 2019. године у Србији, од стране Taramount Film-а. Овај филм представља први DreamWorks Animation-а филм који ће дистрибуирати Universal Pictures-а

## Радња
Анимирани флм ЈЕТИ – СНЕЖНИ ЧОВЕК води нас у епску авантуру дугу више од 3000 километара, од улице Шангаја до снежних пејзажа Хималаја, који својом лепотом одузима дах. Када тинејџерка Ји случајно сретне Јетије на крову зграде у којој живи, у Шангају, она и њени несташни другари Јин и Пенг, упуштају се у епску авантуру спашавања: том магичном створењу дају име Еверест и крећу заједно са њим на највишу тачку на Земљи, како би га вратли породици којој припада. Али, ова породица мораће увек да буде корак испред старог богаташа који жели да зароби Јетја и зоолога др Заре, како би Јетија вратили кући.

## Улоге
| Улога   | Оригинални глас        | Српски глас        |
| ------- | ---------------------- | ------------------ |
| Ји      | Клои Бенет             | Ања Мит            |
| Пенг    | Алберт Цај             | Василије Првуловић |
| Јин     | Тензинг Норгај Трејнор | Димитрије Николић  |
| Бурниш  | Еди Изард              | Мина Лазаревић     |
| Зара    | Сара Полсон            |                    |
| Наи Наи | Тсаи Чин               | Нада Блам          |